# Мейриг ап Артвайл
Меуриг ап Артвайл (валл. Meurig ap Arthfael; смерть в 849 или 860 год или 874 год) — король Гвента (849—860).

## Биография
Меуриг был сыном Артвайла и Браустуды верх Глоуд, которая была двоюродной сестрой Фернфаела, правителя Биэллта, у которого не осталось наследников. Между 815 и 825 годами, произошла битва его отца Артфаела, в которой Меуриг возможно участвовал, с англосаксами возле церкви в Роате, около современного Кардиффа, в которой англо-саксы были побеждены, а Артфаел погиб. Ему наследовал старший брат Меурига, Рис.
В Книге из Ландава, упоминается при епископе Керенхире Мейриг со своими сыновьями Брохвайлом и Фернвайлом, а также дворянин Аугуод со своими сыновьями Иднертом и Бриавайлом.
Его родственник в 848 году, согласно «Анналам Камбрии», Ител, был убит в битве при Финнанте Брихейниогцами, с Элиседом во главе. Это вызвало в дальнейшем вражду по отношению к Брихейниогу, со стороны родных Меурига. А в следующем году, согласно тем же Анналам, был убит саксами, его сын(или брат), Меуриг. Ему то и наследовал Меуриг, став королем Гвента.
В 856 году умер его брат, и правителем Гливисинга стал, Хивел ап Рис, племянник Меурига. В его годы правления обострились отношения Гвента и Гливисинга по отношению к Брихейниогу.
Он был очень великим и достойным королем и держал своих врагов в страхе своим оружием и своих подданных в страхе, заставляя их подчиняться законам Моргана Богатого. Из-за его хороших лет правления, его имя стало пословицей у валлийцев — «Имя Мейриг — великое имя».
После его смерти, его сыновья правили либо вместе, либо только Фернфаел, с 860 года.